# Hyacinthe Maublanc de Chiseuil
Hyacinthe Maublanc de Chiseuil, né le 11 novembre 1796 à Digoin et mort le 8 avril 1870 à Paray-le-Monial, est un militaire et homme politique français.

## Biographie
Fils de François Maublanc, baron de Chiseuil,  seigneur de Chevagne et de Thiel, capitaine au régiment des dragons de Monsieur, membre du collège électoral de Saône-et-Loire et maire de Digoin, chevalier de l'ordre de Saint-Louis, et d'Henriette de La Barre, Hyacinthe Maublanc de Chiseuil rentra dans l'armée en 1814 sous la Restauration, comme officier de chevau-légers, puis passa dans les chasseurs et dans la garde royale. Légitimiste, il refuse de servir le nouveau régime et donne sa démission à la révolution de Juillet.
Il est maire de Paray-le-Monial de 1840 à 1868. Sous son mandat de maire, la Maison Jayet est acquise par la municipalité et devient l'hôtel de ville de Paray. Amateur d'antiquité, cela constitue pour lui « le meilleur moyen de conservation de la maison Jayet », alors que cette maison renaissance est menacée et qu'un plan administratif fixait sa démolition afin de permettre l'élargissement de la route 79.
Hyacinthe de Chiseuil peut être considéré, avec l'architecte Eugène Millet, comme le sauveteur de la basilique de Paray-le-Monial. Après la période révolutionnaire l'église était en très mauvais état et elle nécessitait d'importants travaux de réparations. Quelques-uns furent engagés (par exemple une nouvelle toiture en forme de bulbe fut posée en 1810), très insuffisants pour assurer la pérennité de l'édifice. Lorsqu'il est élu maire, Hyacinthe de Chiseuil fait confectionner une série de plans et transmet un dossier à Paris, le 9 octobre 1841, en demandant des subventions et le classement de l'église. C'est le début d'une longue action qui dura vingt-six années. Il demanda qu'un architecte spécialisé soit nommé. Ce qu'il obtient le 11 janvier 1850 : la commission des monuments historiques désigne M. Millet. Au cours des décennies suivantes les travaux furent effectués.
Important propriétaire et conseiller général de Saône-et-Loire pour le canton de Digoin de 1842 à 1848 puis pour le canton de Paray-le-Monial de  1848 à 1870, il est élu, le 1er juin 1863, député au Corps législatif par la 3e circonscription de Saône-et-Loire, avec 16 322 voix sur 20,796 votants, contre Philibert-Bernard de Laguiche, 3,272, et Pézerat, 1,189. Nommé, grâce à l'appui du gouvernement, Chiseuil vota pendant toute la législature avec la majorité dynastique. Il ne fut pas réélu en 1869.
Il épousa Ernestine Gouvilliers de Tremolles, fille d'Antoine Gouvilliers de Tremolles, maire de Viry, et de Pauline Boësnier de Clairvaux. Petite-nièce du général Jean-Marie Gaspard Gauvilliers et de Paul Boësnier de l'Orme, elle est la cousine germaine de Louis-Gustave Guérineau de Boisvillette. Il est le beau-père du baron Charles Émile de La Chapelle, maire de Loisy, et de Roger Ruffier d'Épenoux.

## Sources
- « Hyacinthe Maublanc de Chiseuil », dans Adolphe Robert et Gaston Cougny, Dictionnaire des parlementaires français, Edgar Bourloton, 1889-1891 [détail de l’édition]
- Félix Ribeyre, Les Grands Corps de l'État. Le corps législatif 1863-1869. Biographies des députés contenant par ordre alphabétique la liste des sénateurs et conseillers d'État, Gosselin, 1864.
- Éric Anceau, Les députés du Second Empire: prosographie d'une élite du XIXe siècle, Paris, Honoré Champion, 2000.
- Léonce Lex, Le conseil général et les conseillers génréraux de Saône-et-Loire: 1789-1889, Belhomme, 1888.
- Albert Révérend, Titres, anoblissements et pairies de la restauration 1814-1830, vol. 5, Paris, Honoré Champion, 1905.
- Pierre Lévêque, La Bourgogne de la Monarchie de Juillet au Second Empire : méthodologie et statistiques, vol. 4, Université de Lille III, 1980.
- Paul Montarlot, Les Accusés de Saône et Loire aux tribunaux révolutionnaires, Dejussieu, 1901.

## Liens